# Distrito electoral de Tweeddale, Ettrick y Lauderdale
Tweeddale, Ettrick y Lauderdale fue una circunscripción de condado representada en la Cámara de los Comunes del Parlamento del Reino Unido desde 1983 hasta 2005. Al igual que un distrito electoral del Parlamento escocés, que cubría la misma área, existió hasta las elecciones al Parlamento escocés de 2011

## Bordes
Formada para las elecciones de 1983, la circunscripción de Tweeddale, Ettrick y Lauderdale comprendía la mayoría de las antiguas circunscripción de Roxburgh, Selkirk y Peebles, con otras áreas provenientes de Berwick y East Lothian y Midlothian. Hubo ligeros cambios de bordes en 1997, debido a un cambio de los bordes del gobierno local en 1989.

## Miembros del Parlamento

### Reino Unido
| Representante     | Representante      | Representante         | Partido            | Inicio del mandato | Fin del mandato                                 | Elecciones      |
| ----------------- | ------------------ | --------------------- | ------------------ | ------------------ | ----------------------------------------------- | --------------- |
|                   |                    | David Steel (1938-)   | Liberal            | 9 de junio de 1983 | 8 de abril de 1997 (13 años, 9 meses y 29 días) | Elegido en 1983 |
| Reelegido en 1987 |                    | David Steel (1938-)   | Liberal            | 9 de junio de 1983 | 8 de abril de 1997 (13 años, 9 meses y 29 días) |                 |
| -                 |                    | David Steel (1938-)   | Liberal            | 9 de junio de 1983 | 8 de abril de 1997 (13 años, 9 meses y 29 días) |                 |
|                   | Liberal Demócratas | David Steel (1938-)   |                    | 9 de junio de 1983 | 8 de abril de 1997 (13 años, 9 meses y 29 días) |                 |
| Reelegido en 1992 |                    | David Steel (1938-)   |                    | 9 de junio de 1983 | 8 de abril de 1997 (13 años, 9 meses y 29 días) |                 |
|                   |                    | Michael Moore (1965-) | Liberal Demócratas | 1 de mayo de 1997  | 5 de mayo de 2005 (8 años y 4 días)             | Elegido en 1997 |
| Reelegido en 2001 |                    | Michael Moore (1965-) | Liberal Demócratas | 1 de mayo de 1997  | 5 de mayo de 2005 (8 años y 4 días)             |                 |

### Escocés
| Representante     | Representante | Representante         | Partido            | Inicio del mandato | Fin del mandato                                  | Elecciones      |
| ----------------- | ------------- | --------------------- | ------------------ | ------------------ | ------------------------------------------------ | --------------- |
|                   |               | Ian Jenkins (1941-)   | Liberal Demócratas | 12 de mayo de 1999 | 31 de marzo de 2003 (3 años, 10 meses y 19 días) | Elegido en 1999 |
|                   |               | Jeremy Purvis (1974-) | Liberal Demócratas | 7 de mayo de 2003  | 22 de marzo de 2011 (7 años, 10 meses y 15 días) | Elegido en 2003 |
| Reelegido en 2007 |               | Jeremy Purvis (1974-) | Liberal Demócratas | 7 de mayo de 2003  | 22 de marzo de 2011 (7 años, 10 meses y 15 días) |                 |

## Elecciones

### Reino Unido

#### Elecciones en la década de 1980
|  | 58.46 % |

|  | 28.87 % |

|  | 7.63 % |

|  | 5.04 % |

|  | 100 % |

|  | 77.80 % |

|  | 22.20 % |

|  | 49.93 % |

|  | 29.61 % |

|  | 11.36 % |

|  | 9.10 % |

|  | 100 % |

|  | 77.20 % |

|  | 22.80 % |

#### Elecciones en la década de 1990
|  | 39.90 % |

|  | 31.72 % |

|  | 17.01 % |

|  | 10.80 % |

|  | 0.57 % |

|  | 100 % |

|  | 78.00 % |

|  | 22.00 % |

|  | 31.23 % |

|  | 27.41 % |

|  | 22.11 % |

|  | 17.10 % |

|  | 1.04 % |

|  | 0.99 % |

|  | 0.12 % |

|  | 100 % |

|  | 76.30 % |

|  | 23.70 % |

#### Elecciones en la década de 2000
|  | 42.25 % |

|  | 26.73 % |

|  | 15.41 % |

|  | 12.37 % |

|  | 2.09 % |

|  | 1.15 % |

|  | 100 % |

|  | 63.40 % |

|  | 36.60 % |

### Escocés

#### Elecciones en la década de 1990
|  | 35.83 % |

|  | 22.54 % |

|  | 22.38 % |

|  | 19.25 % |

|  | 100 % |

#### Elecciones en la década de 2000
|  | 27.31 % |

|  | 25.27 % |

|  | 21.85 % |

|  | 21.57 % |

|  | 4.00 % |

|  | 100 % |

|  | 52.40 % |

|  | 47.60 % |

|  | 35.14 % |

|  | 33.16 % |

|  | 18.45 % |

|  | 13.25 % |

|  | 100 % |

|  | 56.30 % |

|  | 43.70 % |